# Летище Кишинев
Международно летище Кишинев е основно летище в Молдова. Намира се на 13 километра югоизточно от центъра на града. То е хъб за националната авио компания на страната - Air Moldova.

## История
Летището е построено през 1970 година, през 1987 година летището е имало над 80 дестинации към градове на СССР. Дестинации е имало към 20 населени места в МССР. На 31 май 1995 година летището получава международен статут.
През 2000 година е завършена реконструкция на летището, като държавата отделя 3 милиона долара а Европейската банка за възстановяване и развитие 0.9 милиона долара. Строителните и монтажни работи с изпълнени от турски фирми.

## Сгради
Летището разполага с 10 чек-ин гишета и 5 изхода. VIP и CIP гостите се обслужват във VIP терминала.

## Основни направления
| Авиокомпания      | Град – Летище |
| ----------------- | --- |
| Aeroflot          | Москва „Шереметиево“, Санкт Петербург |
| Air Moldova       | Атина, Барселона, Берлин „Тегел“ (от 11 април 2017), Болоня, Брюксел, Букурещ „Отопени“, Венеция, Верона, Виена, Дъблин, Истанбул „Ататюрк“, Киев, Краснодар (от 28 април 2017), Ларнака, Лисабон, Лондон „Станстед“, Милано „Малпенса“, Москва „Домодедово“, Москва „Шереметиево“, Париж „Бове“, Рим „Фиумичино“, Санкт Петербург, Тел Авив, Торино, Франкфурт Сезонно: Мадрид, Сургут, Флоренция Сезонни чартърни: Анталия, Бодрум, Ираклио, Корфу, Палма де Майорка, Родос, Тиват, Шарм еш-Шейх |
| Austrian Airlines | Виена |
| FlyOne            | Барселона, Бирмингам (от 6 юни 2017), Валенсия (от 6 юни 2017), Венеция, Верона, Воронеж, Дъблин, Лисабон, Милано „Малпенса“ (от 2 май 2017), Москва „Домодедово“, Москва „Шереметиево“ (от 5 юни 2017), Парма, Рим „Фиумичино“ (от 26 март 2017), Санкт Петербург Сезонни чартърни: Анталия, Ираклио, Родос |
| LOT               | Варшава |
| Lufthansa         | Мюнхен |
| S7 Airlines       | Москва „Домодедово“ |
| TAROM             | Букурещ „Отопени“ |
| Turkish Airlines  | Истанбул „Ататюрк“ |
| Wizz air          | Барселона (от 28 март 2017), Берлин „Шьонефелд“ (от 26 март 2017), Болоня, Милано „Бергамо“, Лондон „Лутън“, Рим „Чампино“, Тревизо |